# Claviorganum
Claviorganum var ett slags, stundom med pipor, stundom med strängar försett tangentinstrument. Vid tangenternas nedtryckning, vidrörs strängarna av en stråke som satts i rotation genom trampning, varigenom ett ljud, liknande det av viola di gamba, uppkommer.